# Medewi
Medewi is een bestuurslaag in het regentschap Jembrana van de provincie Bali, Indonesië. Medewi telt 4538 inwoners (volkstelling 2010).